# Хросциці (Цехановський повіт)
Хросциці (пол. Chrościce) — село в Польщі, у гміні Сонськ Цехановського повіту Мазовецького воєводства.
Населення — 131 особа (2011).
У 1975-1998 роках село належало до Цехановського воєводства.

## Демографія
Демографічна структура станом на 31 березня 2011 року:
|          | Загалом | Допрацездатний вік | Працездатний вік | Постпрацездатний вік |
| -------- | ------- | ------------------ | ---------------- | -------------------- |
| Чоловіки | 72      | 12                 | 51               | 9                    |
| Жінки    | 59      | 12                 | 33               | 14                   |
| Разом    | 131     | 24                 | 84               | 23                   |